# Emprendimiento social en Rusia
En Rusia, el emprendimiento social se encuentra en fase embrionaria. Surgió en los primeros años del siglo XXI como un fenómeno propio de la época postsoviética, aunque ya en los años 90 del siglo pasado tuvieron lugar, puntualmente, algunas iniciativas comparables, y se pueden encontrar precedentes de actividades de emprendimiento social incluso en periodos más tempranos, a finales del siglo XIX y principios del XX.
Fue en la segunda mitad de la primera década del siglo XXI cuando se inicia un desarrollo más consciente de esta línea de actividad empresarial; un desarrollo asociado, en primer lugar, con la aparición en Rusia de fuertes actores privados de carácter sistémico que desarrollaron estructuras de apoyo, estimularon el emprendimiento social, y formularon y divulgaron su base teórica. Gracias a los esfuerzos de estos actores, el concepto de emprendimiento social llegan a oídos de los poderes legislativo y ejecutivo, de la comunidad empresarial, y de la sociedad en general; pero también de potenciales emprendedores sociales. Con ello, poco a poco se va creando, dando forma y estructurando este ámbito. La Fundación regional de programas sociales "Nuestro futuro", organización sin ánimo de lucro creada por el empresario Vagit Alekpérov en 2007, ha tenido un papel protagonista en esto.
Según datos de 2017, la popularidad del emprendimiento social en Rusia sigue siendo baja. Las empresas sociales constituyen menos de 1% del total de empresas rusas, y su contribución al PIB en el año 2015 fue de un 0,36%. En Rusia existe una serie de proyectos que son sostenibles, principalmente en los siguientes ámbitos: agricultura; procesamiento de ciertos tipos de residuos domésticos; apoyo a discapacitados, personas de avanzada edad y jóvenes recién salidos de centros de acogida; recuperación de la artesanía y el arte popular; y turismo local. Pero no pueden presumir de haber obtenido un éxito incuestionable o de desarrollar actividades de amplio alcance, y mucho menos de que sus experiencias se estén replicando. Muchas cuestiones prioritarias, tales como la drogodependencia, el alcoholismo, el desempleo, la pobreza, la corrupción y la burocracia, siguen sin llamar la atención de los emprendedores sociales. Más de la mitad de los emprendedores sociales rusos son mujeres con edades comprendidas entre los 30 y los 60 años.
Entre las razones de la baja popularidad del emprendimiento social en Rusia, cabe destacar el hecho de que no exista una clase empresarial de tipo tradicional totalmente formada, pues sería de entre los miembros esta de donde deberían surgir los emprendimientos sociales. También cabe destacar la falta de concienciación al respecto, y la poca elaboración de la base teórica. También ralentizan los avances en este ámbito las limitaciones existentes desde principios de siglo al trabajo de las organizaciones sin fines de lucro internacionales en Rusia, la falta un apoyo real a nivel federal, y la inexistencia de un marco legislativo.

## Antecedentes

### Imperio Ruso

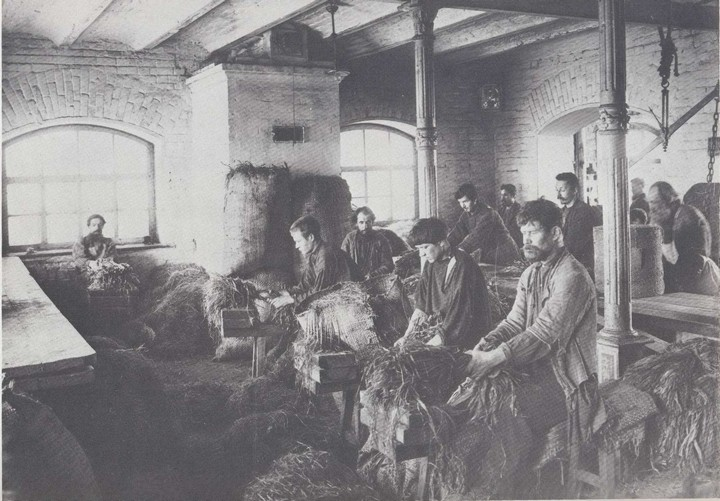
En la casa de diligencia de Rukavishnikov.

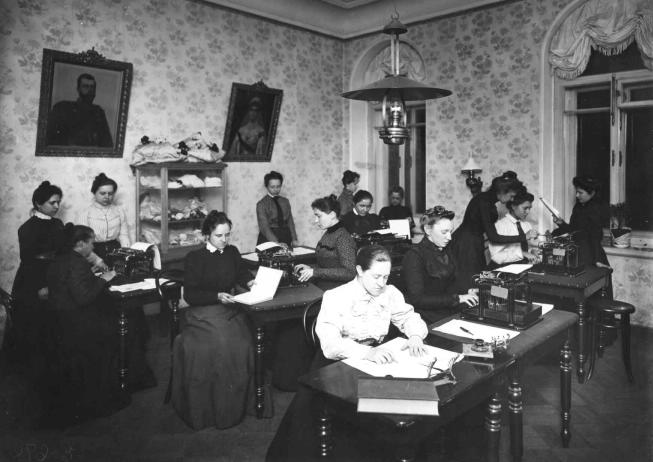
Clase de mecanografía en la Casa de diligencia para mujeres de Znamenskaya. ca. 1900. Taler forográfico de K.K.Bulla.

Uno de los ejemplos históricos de emprendimiento social en Rusia fue, a finales del siglo XIX, la transformación de las «casas de trabajo» (workhouses, работные дома) en «casas de diligencia» (дома трудолюбия).
Surgidas en 1783, las casas de trabajo se convirtieron, durante sus casi cien años de existencia, en instituciones para adultos que luchaban contra la pobreza y la vagancia; durante largo tiempo fueron, ante todo, parte del sistema penitenciario, cuya función era aislar y someter a trabajos forzados a delincuentes y a otros elementos antisociales.
A diferencia de un casa de trabajo típica, la casa de diligencia de Kronstadt, fundada en 1882 por el padre Juan, deán de la Catedral de San Andrés de Kronstadt y por el barón Otto Buksgevden, fue concebida como obra de caridad, y tanto residir como trabajar en ella era de carácter voluntario.
Gracias a los esfuerzos del barón Buksgevden y al mecenazgo de la gran duquesa Alexandra Iósifovna, el modelo de las casa de diligencia se extendió por todo el Imperio.
Cuando tuvo lugar la Revolución de Octubre, que puso fin a los sistemas públicos de beneficencia, las casas de trabajo y casas de diligencia se contaban por cientos, y se encontraban en la mayoría de las grandes ciudades de Rusia.

### Unión Soviética

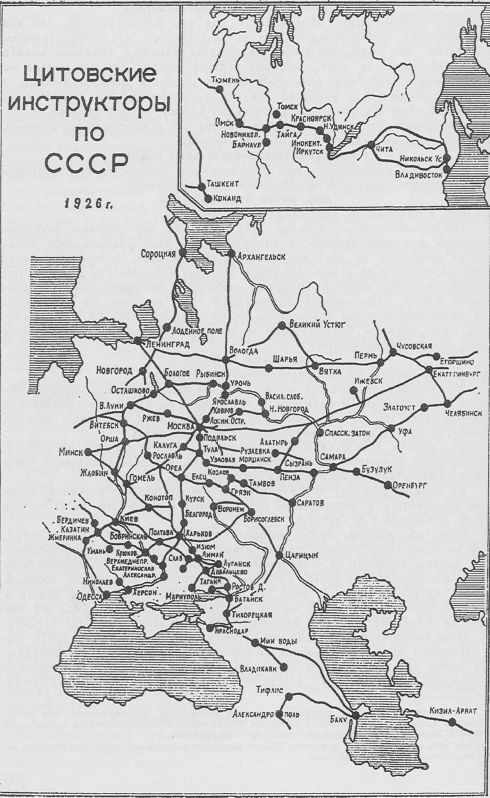
Red del Instituto Central de Trabajo en la URSS, 1926

El joven estado soviético declaró el monopolio estatal sobre la solución de los problemas sociales, y trabajó para erradicar la actividad empresarial individual, sustituyéndola por un enfoque colectivo de gestión de la economía. Esta ideología subsistió prácticamente hasta la disolución de la Unión Soviética. En tales circunstancias, el emprendimiento social de carácter privado no podía existir legalmente.
El único período en el que se atenuaron significativamente estos principios fundamentales fue durante los años 20, después de que el X Congreso del Partido Comunista (Bolchevique) Ruso adoptara, el 14 de marzo de 1921, la Nueva Política Económica (NEP), que reemplazó al "comunismo militar" del periodo de la Guerra Civil.
En este contexto de mayor libertad, los empresarios privados muy pronto alcanzaron un éxito notable, y se permitieron reflexionar sobre cómo resolver algunos problemas sociales.
Un ejemplo llamativo de emprendimiento social innovador y a gran escala de esa época fue la sociedad "Ustanovka", creada por Alexéi Gástev en 1924 como filial del Instituto Central de Trabajo, que había fundado en 1920 y que él mismo dirigía.
«Ustanovka» se dedicaba a la formación de especialistas, sobre todo trabajadores manuales especializados, y también a asesorar sobre contabilidad soviética (jozraschot).
Inmediatamente después de la creación de la empresa, ya se demandaban sus servicios por todo el país, y en pocos años había decenas de miles de instructores formados por "Ustanovka" para que formaran a su vez a los trabajadores.
La empresa "Ustanovka" sobrevivió a la NEP y cerró en 1940, poco después de la detención y ejecución de Alexéi Gástev, siendo el último, y probablemente el más notable, ejemplo de emprendimiento social en la historia soviética.

## Origen y desarrollo del emprendimiento social en la Rusia contemporánea
Sin concienciación y sin base teórica, los primeros emprendedores sociales de la Rusia contemporánea no se sentían identificados con este concepto. De los primeros ejemplos de emprendimiento social, tal vez el más famoso sea el periódico callejero «Na dné» (llamado desde el año 2003, "Put domói" -camino a casa-), que distribuyen los sin techo de San Petersburgo desde 1994.
En los años 90 aparecieron en Rusia las microfinanzas, a las que se suele considerar un tipo de emprendimiento social. Hacia finales de siglo surge la necesidad de disponer de una organización que represente los intereses del movimiento de las microfinanzas en su conjunto, y en 2002 se creó el Centro Ruso de Microfinanzas.
Un precedente de institucionalización del emprendimiento social fue la fundación en 2003 en Novosibirsk del Centro de emprendimiento social del Instituto de Formación Complementaria NGTU. El centro ofrecía formación pagada a estudiantes a los que luego apoyaba para la puesta en marcha de iniciativas sociales innovadoras. Debido a que este proyecto se financiaba con el programa Tempus TACIS, con tres universidades de Reino Unido, Alemania e Italia como socios, el trabajo del centro aprovechó la experiencia y mejores prácticas internacionales. Durante sus primeros años de funcionamiento, el centro desarrolló unos principios propios de emprendimiento social y, con el apoyo del gobierno regional, creó una incubadora de negocios para jóvenes basada en dichos principios. Sin embargo muy pronto, cuando se acabaron los fondos de la subvención, la temática de los cursos cambió, orientándose hacia la gestión de negocios tradicional, y posteriormente el apoyo a los emprendedores sociales desapareció.
En 2003 tiene lugar el que constituye, probablemente, el primer caso en el que una gran empresa rusa muestra interés por el emprendimiento social: el fabricante de aluminio RUSAL puso en marcha el programa "100 proyectos geniales". Se trataba de un concurso para estudiantes de secundaria de las regiones donde RUSAL tenía operaciones. Los estudiantes proponían proyectos con los que abordar problemas sociales locales y, mediante concurrencia competitiva, obtenían apoyos para su implementación. De este modo se ejecutaron una serie de proyectos de ayuda a veteranos, jubilados, huérfanos y animales sin hogar, así como proyectos de conservación de la naturaleza y la cultura locales. Estos proyectos no eran en sí mismo emprendimientos sociales, sino de carácter filantrópico (ya que sólo preveían una ayuda puntual específica), pero al involucrar en su implementación a escuelas, internados y centros de acogida, los investigadores sugieren que existía en ellos de elementos propios de los negocios sociales.
En 2004 se fundó el Banco Juvenil GBF "Fundación Togliatti", creado por la ZAO KB "LADA-kredit" y basado un ejemplo previo en Irlanda del Norte. Los jóvenes administraban el banco (bajo la supervisión de un asesor/mentor más experimentado) y financiaban proyectos sociales, en general gestionados también por jóvenes.
En 2017, por primera vez el producto de un emprendimiento social (el proyecto de producción de ayudas técnicas para la rehabilitación para niños discapacitados "¡Yo puedo!" de la región de Sverdlovsk) ganó el concurso "Los 100 mejores productos de Rusia".

## Proyectos de infraestructuras

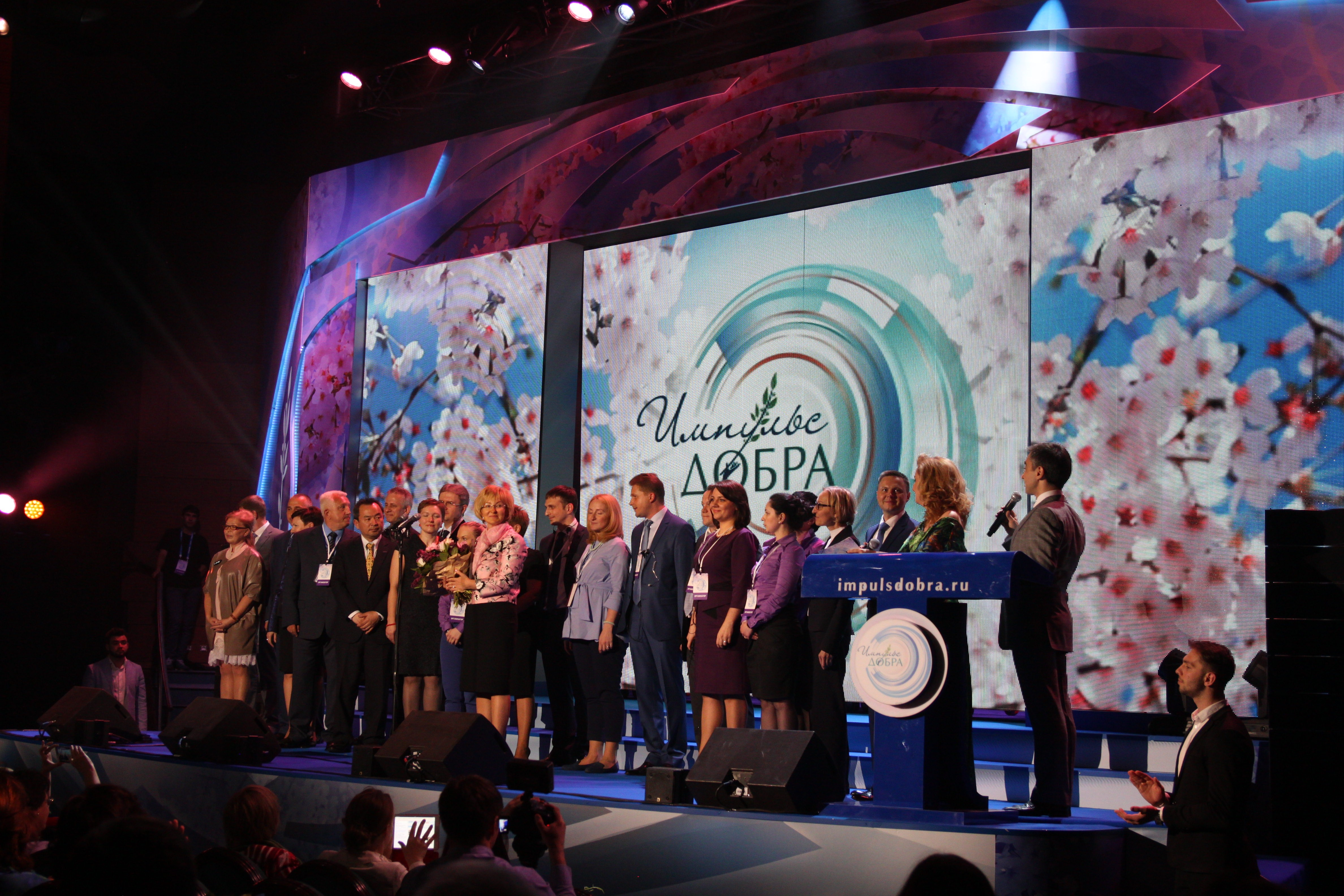
Ceremonia de entrega de premios «El impulso del bien» en el ámbito del emprendimiento social, 2015

La Fundación «Nuestro futuro», creada por Vagit Alekpérov en 2007, es líder en la formación, promoción y apoyo de los emprendimientos sociales en Rusia. Las actividades de la fundación han permitido aglutinar la experiencia acumulada y canalizar los esfuerzos de los partidarios del emprendimiento social. Los principales tipos de apoyo que ofrece la fundación son financieros (préstamos, subvenciones y participaciones de capital) y de consultoría (asesoría directa, formación, intercambios de experiencias a través de los cuales interrelacionarse con otras organizaciones, formación de alianzas entre emprendedores sociales y empresas). La fundación otorga préstamos sin interés de hasta siete años, por valor de hasta 10 millones de rublos en el caso de empresas ya en funcionamiento, y de hasta 500.000 rublos en el caso de empresas de nueva creación.
La Fundación «Nuestro futuro» cumple también funciones divulgativas y formativas. La fundación otorga anualmente el premio «El impulso del bien», que premia las contribuciones al desarrollo y la promoción del emprendimiento social en Rusia, y también organiza la convocatoria de proyectos "El emprendedor social".
La fundación mantiene dos portales temáticos: El portal «Nuevos negocios: emprendimientos sociales (nb-forum.ru Archivado el 15 de mayo de 2015 en Wayback Machine.), que abarca las actividades de empresas y emprendedores sociales en Rusia y en el mundo, y el portal «Banco de ideas sociales» (social-idea.ru), que contiene información sobre ideas de empresas empresas sociales que, o bien ya han implementado, o ya están listas para su implementación. La fundación de Alekpérov ha sido también la principal impulsora de la investigación sobre emprendimiento social en Rusia, organizando debates científicos y sociales.
La asociación interregional Júnior Achievement Russia lleva a cabo programas de formación especializada para emprendedores, entre ellos el programa «Emprendimiento social», dirigido a jóvenes de entre 15 y 18 años (sep.ja-russia.ru), así como seminarios para emprendedores sociales.
La fundación benéfica Reach for Change (reachforchange.org/russia Archivado el 8 de mayo de 2015 en Wayback Machine.) lanza convocatorias de proyectos dirigidas a proyectos que mejoren la vida de niños y adolescentes. 
La participación está abierta a cualquier persona cuyo proyecto cumpla una serie de características: impacto social, escalabilidad, sostenibilidad financiera y potencial de desarrollo a largo plazo. Los proyectos ganadores reciben apoyo financiero, incluyendo el pago de un salario al impulsor del proyecto durante el período de puesta en marcha, así como consultoría y capacitación por parte de alguno de los socios de la fundación.
En julio de 2012 en la Escuela de emprendimiento social de Omsk llegó a un acuerdo con ASI «Agencia de Iniciativas estratégicas para la promoción de nuevos proyectos» para abrir el primer centro de innovación social de Rusia.
Al año siguiente, la empresa RUSAL, presidida por Oleg Deripaska, abrió el Centro de innovación social de Krasnoyarsk, que se convirtió en la primera iniciativa de este tipo en Rusia que contaba con el apoyo de una gran empresa. Se dedica a involucrar a emprendedores, pequeños y medianos empresarios y entidades sociales en la resolución de los problemas sociales de la región mediante la implementación de proyectos socio-empresariales. En 2010, la compañía anunció el programa "Territorio RUSAL", en el marco del cual se ejecutaron 50 proyectos que supusieron una inversión total de 150 millones de rublos.
El apoyo al emprendimiento social también tiene lugar mediante microcréditos; en el año 2015 existían en Rusia más de 600 organizaciones de microfinanzas. El Centro Ruso de Microfinanzas organiza proyectos conjuntos con Grameen Creative Lab, Yunus Centre y Yunus Social Business. El Centro Ruso de Microfinanzas realiza actividades filantrópicas, y sus representantes participan en el debate público sobre cómo debe ser el apoyo gubernamental al emprendimiento social en Rusia.
El emprendimiento social también ha llamado la atención de la banca clásica, que ha llevado a cabo investigaciones y ofrecido programas específicos para este ámbito. En 2015, algunos bancos, como por ejemplo el OAO «Banco MSP» (Vneshekonombank), no disponían de productos específicos para emprendedores sociales, pero ofrecían la posibilidad de que una serie de proyectos, entre los que se incluían los de emprendimiento social, accedieran a créditos a un tipo de interés reducido.
En lo que respecta a ayudas internacionales, el líder mundial en el apoyo de los emprendedores sociales, la Fundación "Ashoka" (Estados Unidos), no cuenta con representación en Rusia debido a las restricciones existentes a la actividad de las ONG extranjeras; sin embargo, los emprendedores sociales rusos pueden entrar en contacto con ella a través de su página web oficial (ashoka.org). La fundación ofrece apoyo financiero y formación para emprendedores sociales, promociona sus proyectos y estimula los intercambios de información.

### Apoyo estatal y regional
Aunque existen intentos de apoyar el emprendimiento social, tanto a nivel federal como regional, en general la financiación es escasa y circunscrita a ámbitos muy específicos, sin responder a la diversidad de emprendimientos existentes. Por tanto, la efectividad de estas acciones es cuestionable.
El apoyo sistemático a los emprendedores sociales se canaliza a través de las autoridades regionales: los Centros de Innovación Social (creados por la Orden Ministerial del Ministerio de Desarrollo Económico N.º 220, de 24 de abril de 2013 y financiados mediante subvenciones procedentes del presupuesto federal)); y los subsidios establecidos en el Decreto N.º 713, de 23 de agosto de 2011 del gobierno de la Federación Rusa «Sobre el apoyo de las organizaciones sin ánimo de lucro de carácter social».
Entre los años 2011 y 2013, el Ministerio de Desarrollo Económico dedicó a actividades de apoyo a ONG de carácter social un presupuesto global de 880 millones de rublos, de los cuales 600 millones se destinaron a los subsidios regionales, 132 millones a subvenciones directas a ONG de carácter social, y 100 millones a la formación de los trabajadores de las mismas.
En agosto de 2014 año, gracias al apoyo de la Agencia de iniciativas estratégicas (ASI), el Ministerio creó también 13 centros de innovación social, aunque los resultados de su actividad ha recibido poca cobertura por parte de los medios especializados.
En el año 2015 se invirtieron 160 millones de rublos del presupuesto anual en subvencionar proyectos de captación de inversores privados para los servicios sociales.
Al mismo tiempo, los expertos consideran que ciertos proyectos municipales han sido un éxito.
En la región de Yaroslavl se creó la organización pública regional "Centro de alianzas sociales" (https://web.archive.org/web/20181101062316/http://csp-yar.ru/).
Una de las tareas del centro es crear las condiciones adecuadas para las actividades de las ONG de la región mediante la creación de un marco regulatorio favorable, la revitalización de los espacios de diálogo entre autoridades públicas y sociedad civil, y la creación de una revista especializada para las ONG, así como mediante el apoyo directo a las ONG de la región de Yaroslavl.
El Ayuntamiento de Cherepovets y la empresa Severstal crearon la Agencia desarrollo municipal agr-city.ru), que, entre otras líneas de actividad, apoya a los emprendedores sociales con financiación, activos inmobiliarios, información, asesoría y formación en gestión empresarial.
En mayo de 2012, la Agencia de desarrollo municipal y la Fundación «Nuestro futuro» firmaron un acuerdo por el cual Cherepovets se convirtió en socio regional de la fundación en la región de Volgogrado.
En mayo de 2017, la directora general de ASI, Svetlana Chupsheva, informó sobre la inminente creación de un fondo federal para emprendedores sociales, enumerando también en sus declaraciones las regiones del país que lideraban este ámbito: Janti-Mansi, Bashkortostán, Perm, Murmarsk, Uliánovsk y San Petersburgo.

## Estado actual y problemas del emprendimiento social en Rusia
A pesar de las raíces históricas del emprendimiento social en Rusia, éste se encuentra poco desarrollado, y son pocos los empresarios que operan según su canon. Se trata, en general, de iniciativas separadas, y no de un movimiento de volumen. Según datos de la Agencia de Iniciativas Estratégicas, en el año 2014 sólo el 1% de las empresas rusas se dedicaban al emprendimiento social, de una u otra forma, mientras que en Europa este indicador alcanzaba el 25%. Ya según datos de 2011 este indicador era sensiblemente inferior en Rusia con respecto a Ucrania y Polonia, y mucho menor que el de los países de Europa occidental.
El emprendimiento social, en tanto que un fenómeno relevante, tal y como se reconoce internacionalmente, no existe en Rusia. Entre los años 2008 y 2009, El Centro ruso de microfinanzas y la ONG británica Oxfam realizaron la única investigación integral y de largo alcance existente en este campo. Los investigadores concluyeron que el emprendimiento social ruso se encuentra «iniciando su camino»; se trata de una novedad, y la sociedad rusa carece de una definición del término que sea común. Además, en este estudio se enumeraban todas las condiciones necesarias para el desarrollo del emprendimiento social. A.A.Moskovskaya escribió una monografía sobre este proyecto («El emprendimiento social en Rusia y en el mundo. Investigación y práctica»); se trata el trabajo más detallado y citado sobre este tema.
En 2016, la Fundación Thomson Reuters realizó una encuesta a casi 900 expertos en el campo del emprendimiento social de los 45 mayores economías del mundo. Entre los encuestados se incluían investigadores, emprendedores sociales, inversores, funcionarios y otros expertos en la materia. Como resultado de la encuesta se estableció un ranking de países con las mejores condiciones para el emprendimiento social. Rusia se encontraba, en todos los indicadores, en la mitad inferior de la lista, o al final. En particular, ocupaba el puesto número 40 en "facilitar las condiciones para iniciar negocios sociales". Junto con Dinamarca e Indonesia, Rusia ocupa la 17.ª posición en nivel de apoyo estatal al emprendimiento social. Junto con España, ocupa el puesto 31 en oportunidades existentes para que los emprendedores sociales obtengan subvenciones, y el puesto 27 en atracción real de inversiones. La situación es algo mejor en lo que respecta a la obtención de apoyo no financiero: puesto 19, junto con Francia, Chile y Australia. A los negocios sociales se dedica en Rusia una mayoría apabullante de mujeres: el mayor desequilibrio de género, por detrás únicamente de Filipinas. Rusia se caracteriza por encontrar dificultades considerables para informar a la población acerca de la naturaleza y posibilidades del emprendimiento social (puesto 27), para atraer a los negocios sociales a profesionales de primer nivel (puesto 36), y para proveer de productos y servicios sociales al Estado (puesto 16) y a las empresas (puesto 31). Entre los aspectos positivos: buenas oportunidades de venta al consumidor privado (puesto 6), lo que permite al emprendedor social de éxito mantenerse, dedicación exclusiva a los negocios sociales (puesto 8), y distribución del ingresos casi paritaria entre hombres y mujeres emprendedores (puesto 4). En un indicador tan fundamental como el de la tasa de crecimiento del emprendimiento social, Rusia, junto con Japón, es el último del ranking.
Nikolai Nikolaev, vicepresidente de la agencia pública «Opora Rusia», considera que el naciente emprendimiento social ruso enfrenta tres crisis: crisis de definición, crisis de representatividad, y un problema de replicabilidad.

### Base teórica
La débil base teórica, la falta de información y la ausencia de conocimiento al respecto por parte de los ciudadanos generan ciertas dificultades. En general, en Rusia la teoría del emprendimiento social aún no está muy desarrollada y no se ha divulgado adecuadamente. Los expertos y la comunidad científica no han llegado a un consenso sobre qué actividades englobar dentro del concepto de emprendimiento social. Por un lado, considerando la experiencia internacional, se observa que en Rusia todavía no se han implementado muchos proyectos "en serie"; como los proyectos de vivienda y empleo para personas sin hogar; hay pocos proyectos medioambientales, y en otros ámbitos. Por otro lado, se cuestiona la relevancia de los proyectos de emprendimiento social "clásicos". Así lo cree el asistente parlamentario Vitaly Kalinin:

En Bangladesh sí, Grameen Bank; pero no existen proyectos de emprendimiento social en microfinanzas en Rusia.
Vitaly Kalinin

Nikolai Nikolaev (Opora Rusia) se muestra aún más categórico al respecto del proyecto que recibió el Premio Nobel de la Paz en 2006, en el contexto de la realidad rusa:

No considero que Grameen sea una empresa social. Encontró un nicho de venta para sus productos y para prestar dinero a los obreros bangladeshíes. Pero esto no redujo la pobreza. El banco obtuvo un retorno superior a lo que dio. No se financian únicamente actividades empresariales. Un típico producto de nicho. Es un proyecto de ingeniería social.
Nikolai Nikolaev

Además, los expertos dicen en Rusia se confunde a menudo el negocio social con la filantropía. Los auténticos emprendedores sociales rusos rara vez se identifican con esta expresión de moda, mientras que, por el contrario, una gran variedad de imitadores la emplean activamente para acceder a subvenciones, créditos, préstamos y diversos privilegios, y también como instrumento de relaciones públicas o de marketing.
Otro grupo de empresas sociales todavía no han demostrado su solvencia y viabilidad, constituyendo proyectos de riesgo de carácter experimental (por ejemplo, Knopka Zhizni).
Nikolai Nikolaev considera que, entre todas las definiciones de emprendimiento social existentes en Rusia, hay dos con significados opuestos: «actividad empresarial dedicada a abordar cuestiones sociales y ambientales y con objetivos socialmente beneficiosos», que corresponde a la definición clásica, y «emprendimiento en el ámbito social», que se orienta hacia la obtención de beneficios. Según este experto, es esta segunda definición la que entienden los legisladores y gobernantes rusos, y no la primera, como sería deseable.
Al mismo tiempo, según Natalia Zvereva, directora de la Fundación «Nuestro futuro», el problema de identificar y evaluar a las empresas sociales rusas «es cosa del pasado» y «hoy en día podemos hablar de cómo toma forma en el país una comunidad de expertos, con habilidades y competencias profesionales que los hacen aptos para valorar los proyectos de emprendimiento social».

### El problema de la representatividad
Según Nikolaev, lo que sucede en Rusia es que «hay más expertos que emprendedores sociales». De este modo, se siguen creando infraestructuras de apoyo a las empresas sociales sin que ello conlleve el crecimiento en el número de emprendedores sociales que sería esperable. Hay una desproporción entre el alto grado de actividad de los expertos y del gobierno "arriba", y el bajo grado de actividad por parte de la ciudadanía "abajo".
Mientras los expertos y filántropos de grandes empresas se muestran entusiastas, los funcionarios del Estado ven en el "emprendimiento social" la panacea para resolver la acumulación de problemas sociales. Sin embargo, los esfuerzos de unos y otros a veces que se estrellan contra la pasividad de los potenciales emprendedores sociales. Antón Yaremchuk (ASI) considera que el principal problema del emprendedor social ruso en su «actitud de dependencia, su sensación de que el gobierno le debe algo».
En cuanto a los esfuerzos del estado, cuando A. Moskovskaya comenta el proyecto del Ministerio de Desarrollo Económico de creación de Centros de innovación social y las proyecciones de ASI de llegar a 50.000 empresas de enfoque social para 2020, señala que «en ningún país surgen los emprendimientos sociales porque así se planee», y que tales iniciativas no deben «venir de arriba» sino «nacer del mismo negocio».

### El problema de la replicabilidad
La replicabilidad, un requisito necesario de cualquier negocio que aspira a ser social, es problemática en Rusia. Casi todas las empresas sociales relativamente exitosas existen gracias a la energía, el carisma y otras cualidades personales de sus fundadores. Si abandonan las empresas sociales que ellos mismos crearon, estos o bien dejan de existir, o bien se convierten muy pronto en proyectos empresariales normales.

## El problema de la normativa legal
Como consecuencia de la insuficiente elaboración de la base teórica sobre el emprendimiento social, en 2015 la legislación rusa carecía de provisiones específicas al respecto. No hay normativa suficiente para regular todas las cuestiones que surgen del emprendimiento social, simplificar la creación de los emprendimientos y reducir la carga fiscal de los empresarios sociales.
La primera definición legislativa de emprendimiento social, y la única existente a principios de 2015, se encuentra en la Orden Ministerial del Ministerio de Desarrollo Económico (una de las autoras de la norma sobre emprendimiento social es Natalia Larionova, directora de departamento dentro de dicho ministerio) N.º 220 (antes N.º 223), de 24 de abril de 2013 «Sobre la organización de una selección competitiva de los sujetos de la Federación rusa que recibirán subvenciones del presupuesto federal de 2013 para apoyar a sus pequeñas y medianas empresas». Dicha definición sólo se aplica a los destinatarios de las ayudas establecidas en esa disposición ministerial:

5.20.1. «... por emprendimiento social se entiende cualquier actividad de responsabilidad social de las pequeñas y medianas empresas orientada a resolver problemas sociales que cumplan con las siguientes características: 

a) dar empleo a personas con discapacidad, madres con niños menores de 3 años, jóvenes salidos de centros de acogida, así como personas que hayan estado privadas de libertad durante 2 años, con anterioridad a la fecha de inicio del proceso de selección; el número de miembros de la plantilla que correspondan a las categorías arriba mencionadas no debe ser menor al 50% del total de empleados, y el conjunto de sus salarios debe suponer no menos del 25% del volumen total de los salarios. 
b) prestar servicios (o fabricar productos) en los siguientes campos:
— servicios de orientación profesional y colocación, incluyendo la promoción del trabajo independiente; 
— servicios sociales, asistencia sanitaria, actividades físicas y deportivas de base, actividades infantiles y juveniles; 
— asistencia a víctimas de desastres naturales, tecnológicos o de otro tipo, a víctimas de conflictos sociales, nacionales o religiosos, a refugiados y desplazados internos; 
— fabricación y/o uso de equipos médicos, productos ortopédicos y prótesis y ayudas técnicas, incluyendo medios de transporte a motor y equipamiento que se empleen exclusivamente para la prevención de la discapacidad o para la rehabilitación de personas con discapacidad; 
— realización de actividades culturales y educativas (teatros, escuelas de arte, escuelas de música, talleres); 
— servicios de formación para grupos sociales con dificultades de acceso a los servicios de formación habituales; 
— promoción de la integración social activa de grupos socialmente desfavorecidos (discapacitados, huérfanos, jóvenes procedentes de centros de acogida, personas de avanzada edad, personas que sufren de drogadicción y alcoholismo); 
— prevención de comportamientos asociales por parte de la ciudadanía; 

— edición de publicaciones periódicas y libros educativos, científicos y culturales.

Al analizar esta definición, los expertos destacan que emplea una terminología confusa e imperfecta, y que se carece prácticamente por completo de soporte normativo para el emprendimiento social clásico, en sus variadas formas.
Para obtener beneficios fiscales, los emprendedores sociales rusos suelen utilizan diversas formas asociativas sin ánimo de lucro (ONG), mientras que casi todas las empresas comerciales se constituyen como pequeñas y medianas empresas (pymes).
En septiembre de 2013, el Comité de política social del Consejo de la Federación presentó enmiendas a la segunda lectura del proyecto de ley «Sobre los fundamentos de los servicios sociales de la población de la Federación rusa» a través de las cuales se introdujo en la legislación federal los términos "emprendedor social" y " emprendimiento social ". Sin embargo, estas enmiendas no fueron aprobadas.
El 16 de octubre de 2014 hubo un nuevo intento: un grupo de parlamentarios de las Cámaras Alta y Baja de la Asamblea Federal de la Duma presentaron un proyecto de ley sobre emprendimiento social y sus formas de apoyo, pero todavía no se ha aprobado.
En agosto de 2016, el Ministerio de Desarrollo Económico propuso cambios en la legislación vigente con el fin de fijar en ella el concepto de "emprendimiento social". El debate del proyecto de ley federal «Sobre la modificación de ciertos actos legislativos de la Federación de Rusia (respecto a la fijación de la noción de "emprendimiento social")» tuvo lugar dentro del «portal federal de proyectos de actos jurídicos normativos». El proyecto de ley objeto de debate había sido presentado por Galina Karelova, Liudmila Bokova y otros senadores y diputados un año antes, con el apoyo de la Unión rusa de industriales y empresarios, y de Alexander Shokhin. Sus autoras proponían hacer modificaciones y añadidos a las Leyes Federales N.º 135-FZ "Sobre la defensa de la competencia" y N.º 209-FZ "Sobre el desarrollo de la pequeña y mediana empresa en la Federación Rusa". Debido a los comentarios públicos recibidos, y a las críticas posteriores, el proyecto de ley sufrió importantes modificaciones.
En enero de 2017, el Ministerio de Desarrollo Económico anunció una nueva versión del proyecto de ley. Se propuso extenderlo a las pymes con un 30% de su plantilla compuesta por trabajadores discapacitados, cabezas de familias monoparentales o numerosas, jóvenes salidos de los centros de acogida o antiguos reclusos, y cuyos salarios supusieran no menos del 25% del volumen salarial total. El documento se envió para su aprobación a los servicios federales antimonopolio (FAS) y fiscal (FNS) y a los Ministerios de Hacienda y de Trabajo. También se propuso que, para que una empresa se considerara social, debería obtener al menos el 70% de los ingresos de actividades de carácter social: asistencia sociosanitaria, educación física y deporte de base, educación preescolar, actividades para niños, turismo social y actividades culturales y educativas.

En la actualidad, en medio de esta incertidumbre legislativa las grandes empresas no tienen prisa en desarrollar actividades de emprendimiento social: la filantropía resulta más comprensible. Pero son necesarios nuevos enfoques de acción social dirigida a población vulnerable, para que pueda volverse económicamente independiente.
Sergei Golubev, «Opora Rusia»

En la actualidad, en medio de esta incertidumbre legislativa las grandes empresas no tienen prisa en desarrollar actividades de emprendimiento social: la filantropía resulta más comprensible. Pero son necesarios nuevos enfoques de acción social dirigida a población vulnerable, para que pueda volverse económicamente independiente.
En julio de 2017, el presidente Vladímir Putin anunció la adopción, en otoño de ese mismo año, de un paquete de leyes sobre emprendimiento social. Por lo que dijo, el Consejo de Ministros había preparado dos proyectos de ley: el primero definía el concepto de emprendimiento social, y el segundo especificaba mecanismos para su implementación. Se esperaba que la Duma estatal aprobara la Ley Federal sobre emprendimiento social en diciembre de 2017, pero esto no sucedió. A partir del año 2018, la noción de "emprendimiento social" se incorpora a alguna legislación regional, en particular, en el Ókrug Autónomo de Janti-Mansi ("pequeñas y medianas empresas que operan en esfera de lo social") y en la región de Kostromá (Ley sobre el desarrollo de pequeñas y medianas empresas).